# José Fossa
José Hipólito Fossa (1902 – 9 ottobre 1967) è stato un calciatore argentino, di ruolo difensore o centrocampista.

## Caratteristiche tecniche
Giocò in vari ruoli: inizialmente, nella prima parte della sua esperienza al San Lorenzo, fu impiegato come interno sinistro; dal 1923 ricoprì il ruolo di mediano sinistro. Talvolta giocò anche come difensore, nel ruolo di centrale sinistro. Le sue principali caratteristiche erano la resistenza fisica e il temperamento.

## Carriera

### Club
Fossa entrò a far parte delle giovanili del San Lorenzo nella categoria Quinta División; dopo aver giocato in Cuarta División e in División Intermedia, debuttò in prima squadra nell'ottobre del 1919, scendendo in campo, il 19 di quel mese, contro l'Estudiantil Porteño. Nei primi anni ricoprì il ruolo di centrocampista offensivo, mentre, in seguito, si spostò in una posizione maggiormente difensiva, quella di mediano, in cui ottenne la maggior parte dei suoi trofei. Partecipò alle vittorie del suo club in campo internazionale (Copa Aldao, per due volte, 1923 e 1927) e nazionale: tre vittorie di campionati dilettantistici, due organizzati dalla Asociación Amateurs de Football e uno dalla Asociación Amateurs Argentina de Football, e una in àmbito professionistico, con la vittoria, nel 1933, del torneo della Liga Argentina de Football. Prese parte alla prima edizione del campionato professionistico argentino, giocando tutte e 34 le partite nel ruolo di difensore centrale sinistro. Risultò, insieme a Diego García, il giocatore del San Lorenzo con più presenze in quel campionato. Si rese inoltre protagonista di un episodio che lo portò a sanzioni disciplinari: durante l'intervallo della partita tra San Lorenzo e Atlanta fu prelevato dal commissario di polizia, che lo accusò di averlo ingiuriato; il San Lorenzo dovette terminare la gara in 10 uomini. Si ritirò nel 1934.

### Nazionale
Convocato per il Campeonato Sudamericano del 1927, vi debuttò, giocando da mediano sinistro, il 30 ottobre 1927 contro la Bolivia. Quella fu la sua unica presenza in Nazionale.

## Statistiche

### Cronologia presenze e reti in Nazionale
| Cronologia completa delle presenze e delle reti in nazionale ― Argentina | Cronologia completa delle presenze e delle reti in nazionale ― Argentina | Cronologia completa delle presenze e delle reti in nazionale ― Argentina | Cronologia completa delle presenze e delle reti in nazionale ― Argentina | Cronologia completa delle presenze e delle reti in nazionale ― Argentina | Cronologia completa delle presenze e delle reti in nazionale ― Argentina | Cronologia completa delle presenze e delle reti in nazionale ― Argentina | Cronologia completa delle presenze e delle reti in nazionale ― Argentina |
| Data                                                                     | Città                                                                    | In casa                                                                  | Risultato                                                                | Ospiti                                                                   | Competizione                                                             | Reti                                                                     | Note                                                                     |
| ------------------------------------------------------------------------ | ------------------------------------------------------------------------ | ------------------------------------------------------------------------ | ------------------------------------------------------------------------ | ------------------------------------------------------------------------ | ------------------------------------------------------------------------ | ------------------------------------------------------------------------ | ------------------------------------------------------------------------ |
| 30/10/1927                                                               | Lima\|Lima (Perù)\|Lima                                                  | Argentina                                                                | 7 – 1                                                                    | Bolivia                                                                  | Campeonato Sudamericano de Football                                      | 0                                                                        |                                                                          |
| Totale                                                                   |                                                                          | Presenze                                                                 | 1                                                                        |                                                                          | Reti                                                                     | 0                                                                        |                                                                          |

## Palmarès

### Club

#### Competizioni nazionali
- Primera División (AAm): 2

San Lorenzo: 1923, 1924
- Primera División (AAAF): 1

San Lorenzo: 1927
- Campionato argentino: 1

San Lorenzo: 1933

#### Competizioni internazionali
- Copa Aldao: 2

San Lorenzo: 1923, 1927

### Nazionale
- Campeonato Sudamericano de Football: 1

Perù 1927